# Eriosema harmsiana
Eriosema harmsiana é uma espécie vegetal da família Fabaceae.
Apenas pode ser encontrada no seguinte país: Namíbia.